# 上野秀政
上野 秀政（うえの ひでまさ、生年不詳 - 1582年）は、戦国時代の武将。明智光秀などに仕えた。堀 弥八郎（ほり やはちろう）は秀政が足利義昭の若衆であった頃の名前。後に郡大和守とも呼ばれたとされる。

## 生涯
『永禄六年諸役人付』によると、元来は足利義昭の若衆であり、堀弥八郎と名乗っていた。
『綿考輯録』によると、「山城国駒野の土民」であったとされる。
『言継卿記』永禄11年（1568年）10月22日条によると御供衆であったとされる。
『綿考輯録』によると、秀政は「堀孫八郎」という名前であり、後に上野清信の養子となったとされるが、また別の箇所では「山城国の地下人」や「堀孫八郎」であったのは清信とされており、記述に矛盾が見られる。『綿考輯録』の編纂者も「清信が駒野の土民であったり、秀政が土民出身で清信の養子となったりといった伝承は不分明である」と記している。
真木島昭光の家臣として生まれたとも考えられている。
1571年に大名であった織田信長が出した書状に「農民の押妨停止」の役人として上野秀政と明智光秀が候補として上がっている。また1572年には足利義昭の側近の公方衆として細川藤孝、三淵藤英、明智光秀らと共に仕えていた。その後は独立したとされる。
また、室町幕府内では早くから織田信長を敵視し、取次を務めていた武田信玄と通じて、足利義昭に信長排除を勧める中心人物であったとする見方がある。
1582年に起きた本能寺の変後、仕えていた明智光秀が死去したのち、真木島昭光が足利義昭のために秀政を暗殺したとされる。

## 末裔
『細川家家臣略系譜』によると、熊本藩に仕えた上野案十郎は上野中務大夫秀政の末裔とされ、半四郎-中務大夫秀政-五大夫-久五郎-久次郎-久-案十郎と続いたとされる。